# Baadland
Het Baadland (ook wel Baatland) is een kunstmatig schiereiland, dat de haven van de Noord-Hollandse stad Hoorn van de toenmalige open Zuiderzee moest afschermen. De noordelijke en westelijke zijde van het eiland begrenzen de Binnenhaven. Aan de zuidelijke zijde ligt de Vluchthaven. Het schiereiland werd in de 16e eeuw aangelegd, nog voor  het Oostereiland en het Visserseiland.

## Geschiedenis
Het eiland wordt voor het eerst in 1503 genoemd door Velius. Tussen de jaren 1500 en 1700 stond er een complete woonwijk met industrie, waaronder scheepswerven, op het Baadland. In de zogenaamde "Eeuw van Verval" liep het schiereiland leeg. Deze eeuw was rond 1823 al afgelopen, want een kadasterkaart uit dat jaar toont een leeg eiland. Tussen 1837 en 1842 werd het een plantsoen, wat het tot op de dag van vandaag is gebleven.
Op het Baadland heeft ook het Admiraliteitsmagazijn gestaan, deze is later naar de het ABC verplaatst. Huidige bebouwing maakt onderdeel uit van de Binnenhaven of ligt al aan de Binnenluiendijk.